# Lidl-Trek
Lidl-Trek är ett Amerikanskbaserat cykelstall med UCI WorldTour-status. Laget bildades inför säsongen 2011, då med namnet Leopard Trek. Sedan 2023 är namnet Lidl-Trek. En av lagets stjärnor var till 2016 schweizaren Fabian Cancellara.

## 2011
Inför säsongen 2011 hade det luxemburgska laget Leopard-Trek bildats. Den främsta sponsorn till laget var ägaren Flavio Becca. De som styrde och ställde i laget var Brian Nygaard och Kim Andersen. Trots att bröderna Andy och Fränk Schleck var under kontrakt med det danska stallet Team Saxo Bank, ägt av Bjarne Riis, valde de att bryta sina kontrakt och tävla för Leopard-Trek i stället. Flera andra cyklister från Saxo Bank dök snart upp, bland annat Jens Voigt, Fabian Cancellara och Stuart O'Grady. Från andra stall kom bland annat Daniele Bennati, Davide Vigano och Joost Posthuma.

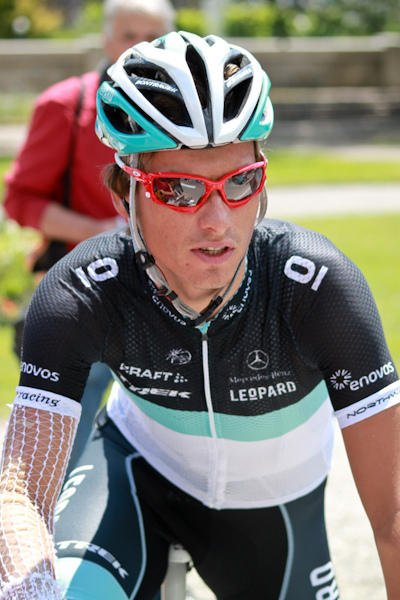
Stefan Denifl.

I december 2010 blev det känt att laget skulle kallas Team Leopard, vilket var namnet på det företag som Nygaard hade startat för att kunna bilda stallet. Trek, som gör cyklar, presenterades som co-sponsor, vilket gav stallet namnet Leopard Trek.
Dominik Klemme tog stallets första vinst under vårsäsongen när han vann Le Samyn. Senare samma månad vann Fabian Cancellara både etapp 7 av Tirreno–Adriatico och E3 Prijs Vlaanderen–Harelbeke. På Critérium International tog Fränk Schleck segern och behöll sedan ledartröjan i loppet tills hans klev upp på prispallen som etta vid tävlingens slut.
Fabian Cancellara var favorit till att vinna flera av vårklassikerna, men misslyckades med att ta en seger i någon av dem det året. Trots det slutade han på bra placeringar i flera av loppen. I Paris-Roubaix slutade schweizaren tvåa efter vinnaren Johan Vansummeren.
Daniele Bennati körde bra under Circuit de la Sarthe, då han tog sina första segrar under året. Han vann etapp 1 och nästa dag tog han sin första tempoloppsseger sedan han blev professionell. På etapp 5 vann han ytterligare en etapp. Bennati tog segern i loppets poängtävling efter tre etappsegrar och en andraplats.

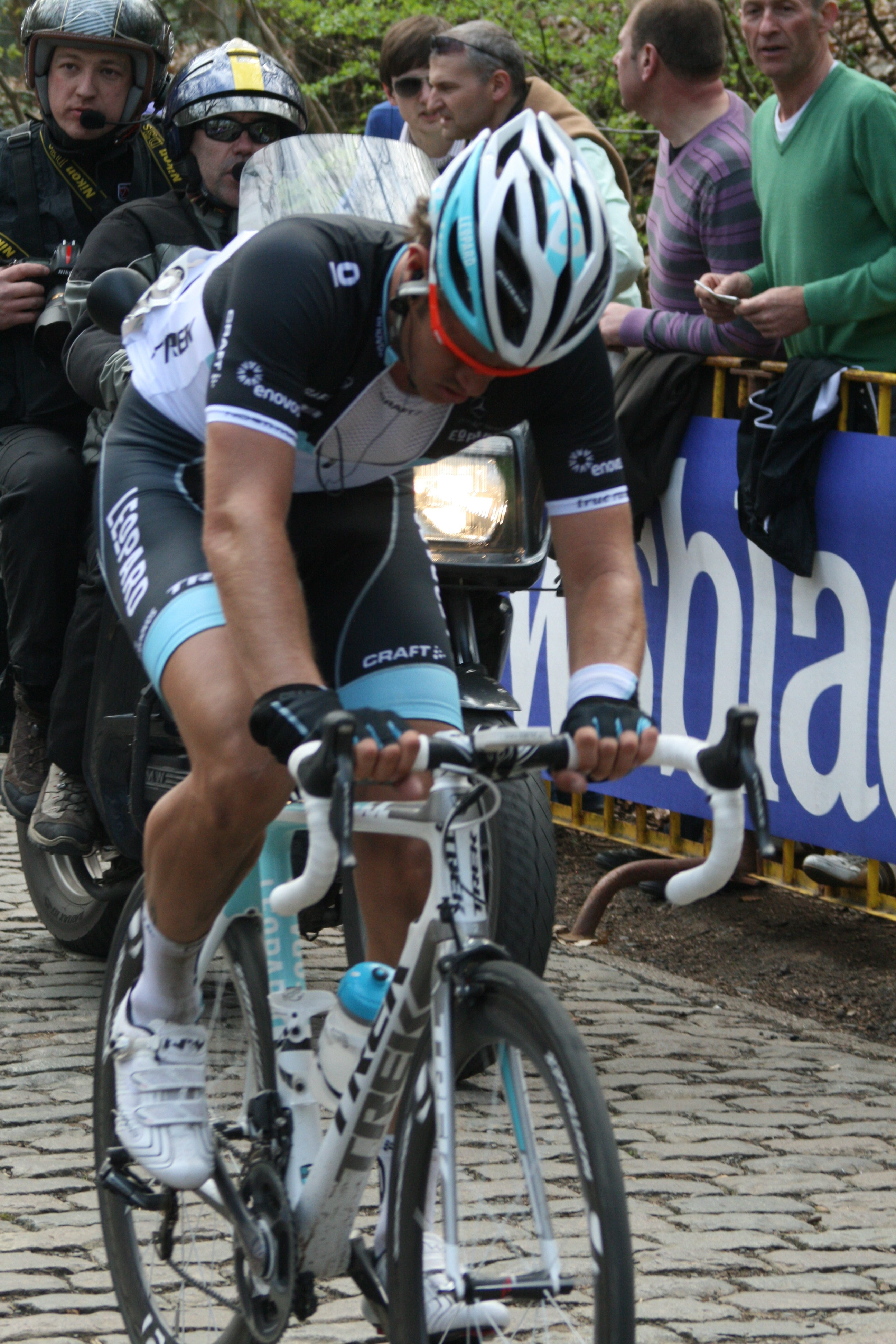
Wouter Weylandt.

Under Giro d'Italia 2011, kraschade stallets cyklist Wouter Weylandt svårt när han cyklade utför Passo del Bocco under loppets tredje etapp och dödförklarades på plats till följd av skallfrakturer. Efter nästa dags etapp, där Leopard-Trek hedrade sin lagkamrat, reste cyklisterna hem från tävlingen. Weylandt blev också hedrad av stallets cyklister i Tour of California. Giacomo Nizzolo tog lagets enda seger under maj månad när han vann etapp 5 av Bayern-Rundfahrt.
Fler segrar tog de under juni, då Fabian Cancellara vann prologen i Luxemburg runt. Linus Gerdemann tog segern i etapp 2 och tog sedan hem segern i tävlingen. I Schweiz runt vann Cancellara etapp 1 och 9. I samma tävling tog Andy Schleck hem segern i bergstävlingen.
Bennati stod över Tour de France och lyckades i stället ta segern i etapp 8 av Österrike runt. Andy Schleck var en av favoriterna till att vinna Tour de France och bar ledartröjan under en etapp. I slutändan kunde han inte ta sig upp hela vägen till förstaplatsen utan fick nöja sig med silverplatsen. Fränk Schleck slutade trea i Tour de France 2011. Den 25 juli vann italienaren Daniele Bennati en etapp i Tour de Wallonie.
Dansken Jakob Fuglsang vann etapp 3 i Danmark runt i augusti. Senare den månaden vann Leopard-Trek lagtempoloppet som startade Vuelta a España. Bennati vann sedan den näst sista etappen av det spanska etapploppet.
Rüdiger Selig fick chansen att cykla som proffscyklist under de sista månaderna av säsongen som en stagiaire. Den 22-åriga cyklisten tog Leopard-Treks näst sista seger den säsongen när han vann den belgiska loppet Binche-Tournai-Binche. Oliver Zaugg vann stallets sista tävling under namnet Leopard-Trek, höstklassikern Lombardiet runt.
Det rapporterades under året om att Becca var missnöjd med mannen som styrde laget, Brian Nygaard, och att han inte hade lyckats knyta en huvudsponsor till laget. Av den anledningen ryktades det att Flavio Becca ville bilda ett lag tillsammans med Johan Bruyneel, som ägde RadioSchack-Nissan, eftersom han hade både en huvudsponsor och hade lett flera cyklister till Tour de France-segrar. I början förnekade de anställda i Leopard-Trek och Bruyneel att stallen skulle gå ihop, men med fem dagar kvar av Vuelta a Espana blev det klart att de två stallen skulle bli ett. Bruyneel tog över efter Brian Nygaard, som lämnade posten med omedelbar verkan. När Nygaard hade försvunnit, berättade Becca att hans företag skulle ta över lagets licens. Laget fortsatte vara registrerat i Luxemburg. Det innebar att Team RadioShack lades ned. Flera av RadioSchacks sponsorer valde att fortsätta med det nya stallet.

## 2012
Inför säsongen 2012 bytte stallet namn till RadioShack-Nissan-Trek. Inför säsongen var det osäkert vilka cyklister som skulle få komma till det nya laget. Leopard-Trek hade 27 cyklister under kontrakt inför säsongen medan Team RadioShack hade 13. Inget lag i UCI World Tour får ha mer än 30 cyklister. Det innebar att åtminstone tio cyklister skulle vara tvungna att lämna, trots sina kontrakt.
Leopard-Treks cyklister kände inte till att de två stallen skulle gå ihop och när andra cyklister började leta efter nya stall var de osäkra på sin framtid. Det hela gjordes ännu mer komplicerat eftersom två cyklister från det gamla RadioSchack, Ben Hermans och Grégory Rast, hade skrivit på kontrakt med Leopard Trek inför den kommande säsongen. Det innebar att cyklisterna nu skulle återvända till sitt gamla stall. Det nya stallet kontrakterade också fyra andra cyklister som inte tidigare tillhört något av stallen. Det här innebar att 12 cyklister var tvungna att lämna stallet. 13 nya cyklister kom in i RadioShack-Nissan-Treks laguppställning från det gamla RadioSchack, medan 12 cyklister kom från Leopard-Trek.
Eftersom UCI:s regler säger att två titelsponsorer är det mesta ett stall kan registrera, innebar det att stallet hade fått namnet RadioShack-Nissan i de officiella papperna.
RadioSchack-Nissan-Trek hade svårigheter att vinna etapper och tävlingar i början av säsongen. Under våren tog de bara två segrar, då Fabian Cancellara vann Strade Bianche och senare etapp 7 på Tirreno–Adriatico. Cancellara var en av favoriterna till att vinna Flandern runt, men schweizaren kraschade under loppet och bröt nyckelbenet på fyra ställen.

## 2013
Inför säsongen avslutade laget sitt sponsorskap med Nissan och bytte namn till Radioshack-Leopard-Trek. Under vårsäsongen tog Fabian Cancellara hem de tre klassikerna E3 Harelbeke, Flandern runt och Paris–Roubaix. I juli vann Jan Bakelants etapp två av Tour de France, och fick bära den gula ledartröjan under två etapper. Tony Gallopin vann endagsloppet Clásica de San Sebastián i slutet av samma månad. Under Vuelta a España blev Chris Horner den äldsta cyklist någonsin att vinna en grand tour, när han tog hem treveckorsloppet 41 år och 307 dagar gammal. Under loppet vann laget även tre etapper genom Horner och Cancellara.

## 2014
Under våren vann Fabian Cancellara Flandern runt för tredje gången i sin karriär, men lyckades bara bli trea i Paris–Roubaix. Under Giro d'Italia tog colombianen Julián Arredondo hem etapp 18 och lyckades även vinna bergspristävlingen.

## 2015
Inför säsongen anslöt sig flera nya cyklister till laget, bland andra holländaren Bauke Mollema.

## Laguppställning
Laguppställning 2015
| Namn               | Födelsedag | Nationalitet  |
| ------------------ | ---------- | ------------- |
| Eugenio Alafaci    | 09.08.1990 | Italien       |
| Julián Arredondo   | 30.07.1988 | Colombia      |
| Fumiyuki Beppu     | 10.04.1983 | Japan         |
| Matthew Busche     | 09.05.1985 | USA           |
| Marco Coledan      | 22.08.1988 | Italien       |
| Fabian Cancellara  | 18.03.1981 | Schweiz       |
| Stijn Devolder     | 29.08.1979 | Belgien       |
| Laurent Didier     | 19.07.1984 | Luxemburg     |
| Fabio Felline      | 29.03.1990 | Italien       |
| Markel Irizar      | 05.02.1980 | Spanien       |
| Bob Jungels        | 22.09.1992 | Luxemburg     |
| Bauke Mollema      | 26.11.1986 | Nederländerna |
| Giacomo Nizzolo    | 30.01.1989 | Italien       |
| Yaroslav Popovych  | 04.01.1980 | Ukraina       |
| Grégory Rast       | 17.01.1980 | Schweiz       |
| Hayden Roulston    | 10.01.1981 | Nya Zeeland   |
| Fränk Schleck      | 15.04.1980 | Luxemburg     |
| Jesse Sergent      | 08.07.1988 | Nya Zeeland   |
| Fábio Silvestre    | 25.01.1990 | Portugal      |
| Gert Steegmans     | 30.09.1980 | Belgien       |
| Jasper Stuyven     | 17.04.1992 | Belgien       |
| Boy van Poppel     | 18.01.1988 | Nederländerna |
| Danny van Poppel   | 26.07.1993 | Nederländerna |
| Kristof Vandewalle | 05.04.1985 | Belgien       |
| Calvin Watson      | 06.01.1993 | Australien    |
| Riccardo Zoidl     | 08.04.1988 | Österrike     |
| Haimar Zubeldia    | 01.04.1977 | Spanien       |

Laguppställning 2014
| Namn               | Födelsedag | Nationalitet  |
| ------------------ | ---------- | ------------- |
| Eugenio Alafaci    | 09.08.1990 | Italien       |
| Julián Arredondo   | 30.07.1988 | Colombia      |
| Fumiyuki Beppu     | 10.04.1983 | Japan         |
| Matthew Busche     | 09.05.1985 | USA           |
| Fabian Cancellara  | 18.03.1981 | Schweiz       |
| Stijn Devolder     | 29.08.1979 | Belgien       |
| Laurent Didier     | 19.07.1984 | Luxemburg     |
| Fabio Felline      | 29.03.1990 | Italien       |
| Danilo Hondo       | 04.01.1974 | Tyskland      |
| Markel Irizar      | 05.02.1980 | Spanien       |
| Bob Jungels        | 22.09.1992 | Luxemburg     |
| Robert Kišerlovski | 09.08.1986 | Kroatien      |
| Giacomo Nizzolo    | 30.01.1989 | Italien       |
| Yaroslav Popovych  | 04.01.1980 | Ukraina       |
| Grégory Rast       | 17.01.1980 | Schweiz       |
| Hayden Roulston    | 10.01.1981 | Nya Zeeland   |
| Andy Schleck       | 10.06.1985 | Luxemburg     |
| Fränk Schleck      | 15.04.1980 | Luxemburg     |
| Jesse Sergent      | 08.07.1988 | Nya Zeeland   |
| Fábio Silvestre    | 25.01.1990 | Portugal      |
| Jasper Stuyven     | 17.04.1992 | Belgien       |
| Boy van Poppel     | 18.01.1988 | Nederländerna |
| Danny van Poppel   | 26.07.1993 | Nederländerna |
| Kristof Vandewalle | 05.04.1985 | Belgien       |
| Jens Voigt         | 17.09.1971 | Tyskland      |
| Calvin Watson      | 06.01.1993 | Australien    |
| Riccardo Zoidl     | 08.04.1988 | Österrike     |
| Haimar Zubeldia    | 01.04.1977 | Spanien       |